# Capilla Paulina

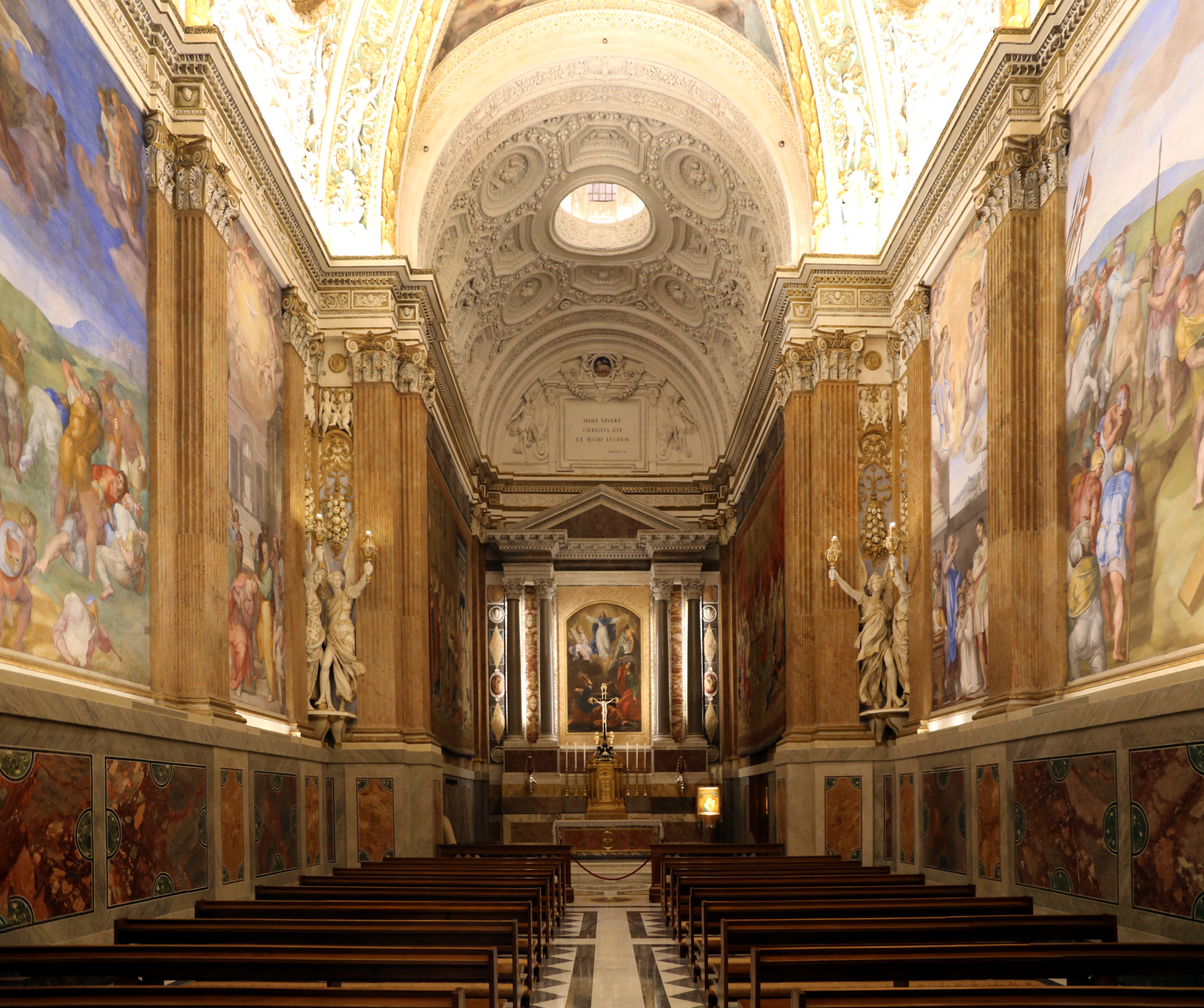
Capilla Paulina

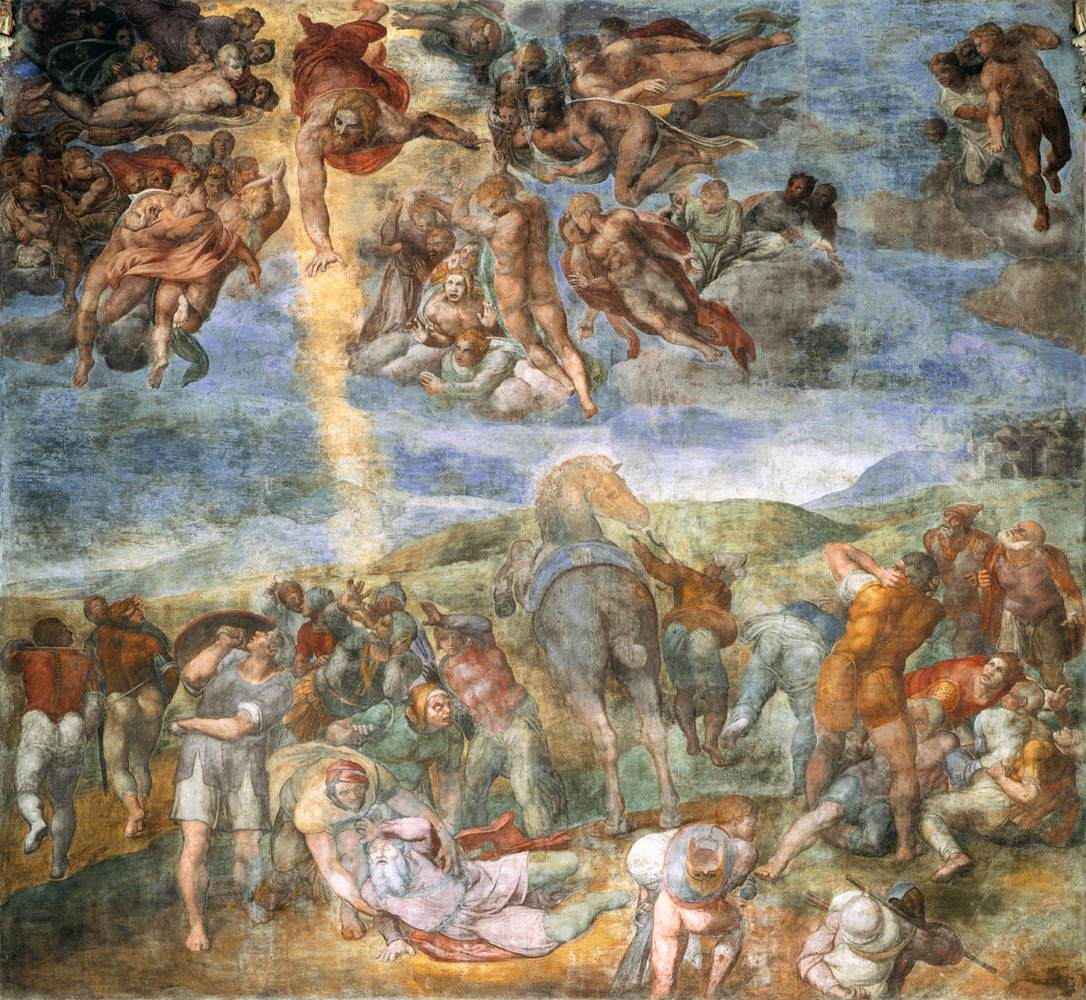
La conversión de Saulo, fresco de Miguel Ángel en la capilla Paulina.

La Capilla Paulina (en italiano, Cappella Paolina) es una famosa capilla en el Palacio Apostólico, que sirve como capilla del Santísimo Sacramento al interior del palacio. Está separada de la Capilla Sixtina solo por la Sala Regia. Recibe su nombre del papa Paulo III, quien encargó su construcción al arquitecto Antonio da Sangallo el Joven (1540). En la actualidad, la Capilla Paulina funciona como parroquia de la Ciudad del Vaticano.
Antes de 1550, Miguel Ángel pintó dos frescos aquí: La conversión de san Pablo y la Crucifixión de San Pedro.
Otras pinturas en la capilla son obra de Lorenzo Sabbatini y Federico Zuccaro. Las estatuas de la parte posterior son de P. Bresciano.
Antes de la apertura del cónclave el Colegio cardenalicio se reúne en esta capilla para atender un sermón en el que se recuerda a los miembros su obligación de dar a la iglesia rápidamente su hijo más capaz como gobernante y guía. Los cardenales después se retiran a la Capilla Sixtina. En la Capilla Paulina se cantan diariamente durante el cónclave misas solemnes De Spiritu Sancto, concelebradas por todos los cardenales electores del cónclave.
En el cónclave de 2013, se reunieron en la Capilla Paulina para iniciar la procesión, pero el sermón se dio en el interior de la Capilla Sixtina, inmediatamente después del ¡Extra omnes!
Hay otras dos «capillas paulinas»: una en la iglesia de Santa Maria Maggiore y otra en el Palacio del Quirinal, ambas en Roma.

## Fuente
El contenido de este artículo incorpora texto de la Enciclopedia Católica (1913), que se encuentra en el dominio público.